# Saint-Juste-du-Lac
Saint-Juste-du-Lac est une municipalité dans la municipalité régionale de comté du Témiscouata  au Québec (Canada), située dans la région administrative du Bas-Saint-Laurent.

## Toponymie
Les premiers colons venant pour la plupart de Notre-Dame-du-Lac à la fin du XIXe siècle, l'endroit répondait, au début, au nom de Colonie du Lac. La paroisse de Saint-Juste-du-Lac, dont le nom provisoire comme mission était Saint-Dominique-du-Lac (1921-1923), a fait l'objet d'un détachement de celle de Notre-Dame-du-Lac en 1923 parce qu'il devenait trop difficile pour les colons de traverser le lac Témiscouata en toutes saisons afin d'assister à la messe. La municipalité a été créée en 1923, sous le nom de Saint-Dominique-du-Lac, avant de recevoir, en 1962, son actuelle dénomination. Cette dénomination marque d'une part la situation géographique des lieux, sur les bords du lac Témiscouata et, d'autre part, rappelle la mémoire de l'abbé Joseph-Juste-Ernest Gagnon (1874-1957), desservant à Saint-Juste-du-Lac (1923).

## Histoire
Saint-Juste-du-Lac est l'une des localités organisatrices du Ve Congrès mondial acadien en 2014.

### Lots-Renversés
Le village de Lots-Renversé, pour sa part, se trouve au sud d'Auclair, le long de la route 295. Au moment de la colonisation, en 1931, les rangs VIII et IX se forment entre la seigneurie de Madawaska et le canton d'Auclair. Une route permettant l'accès à l'établissement d'Auclair est alors tracée. Les lots de ces deux rangs-corridors prendront la curieuse appellation de Lots-Renversés parce qu'ils sont orientés dans le sens contraire des lots des autres rangs de Saint-Juste-du-Lac. En 1932, une scierie entre en activité à Lots-Renversés. L'économie de ce petit village repose encore aujourd'hui essentiellement sur l'industrie forestière.

## Géographie
La municipalité de Saint-Juste-du-Lac, située à 20 km au nord-ouest de Dégelis, aux abords du lac Témiscouata, a la particularité de s'être développée autour de deux villages : Saint-Juste-du-Lac et Lots-Renversés. Le relief de l'endroit est mouvementé et entrecoupé de cours d'eau et de vallées. La rivière Touladi délimite le nord-ouest de la municipalité, coule à travers le les Petit lac Touladi et Grand lac Touladi puis coule vers le sud jusqu'à son embouchure sur le lac Témiscouata. À partir de son crénon, dans le sud-est, la rivière aux Bouleaux coule vers le sud.

### Région du JAL
La municipalité de Saint-Juste-du-Lac fait partie du JAL, région géographique dont le territoire couvre l'est du lac Témiscouata. Ce sigle est constitué des initiales de Saint-Juste-du-Lac, d'Auclair et de Lejeune, municipalités vouées à la disparition à la suite des travaux du Bureau d'aménagement de l'Est du Québec (BAEQ). Grâce aux « Opérations Dignité », ces municipalités prennent leur avenir en main en créant une coopérative de développement agro-forestier établie en 1971.
Le territoire de la municipalité est en partie occupé par le parc national du Lac-Témiscouata.

## Démographie
| 1996 | 2001 | 2006 | 2011 | 2016 | 2021 |
| ---- | ---- | ---- | ---- | ---- | ---- |
| 654  | 657  | 653  | 585  | 561  | 543  |

## Administration
Les élections municipales se font en bloc pour le maire et les six conseillers.
| Saint-Juste-du-Lac Maires depuis 2001                                                                                |                            |                           |          |
| Élection | Maire                      | Qualité                   | Résultat |
| 2001 | Clarence Levasseur         |                           | Voir     |
| 2005 | Jean-Jacques Bonenfant     |                           | Voir     |
| 2009 | Jean-Jacques Bonenfant     | Voir                      |          |
| 2013 | Céline Dubé Ouellet        |                           | Voir     |
| 2017 | Jean-Jacques Bonenfant (2) |                           | Voir     |
| fév. 2020 | Mario Guimont              | Pro-maire (conseiller #3) | Voir     |
| sept. 2020 | Michel Normand             |                           | Voir     |
| 2021 | Mario Guimont              |                           | Voir     |
| oct. 2021 | Lise Bérubé                | pro-mairesse              | Voir     |
| fév. 2023 | Alain Caron                |                           | Voir     |
| Élection partielle en italique Depuis 2005, les élections sont simultanées dans toutes les municipalités québécoises |                            |                           |          |

## Attraits

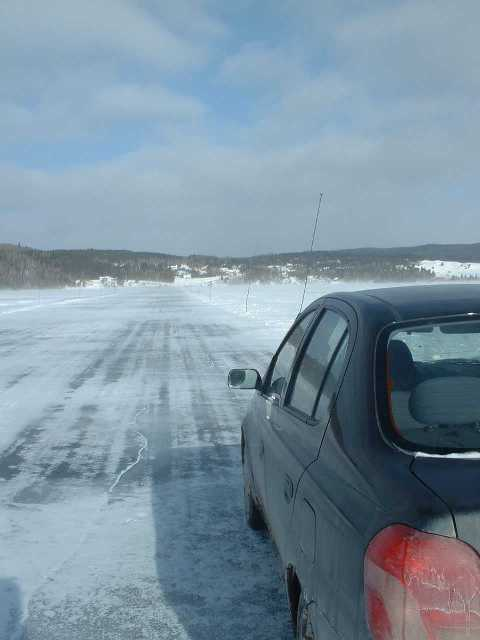
Pont de glace sur le Lac Témiscouata vers le village.

Les Lacjustois offrent aux visiteurs la possibilité de pratiquer maintes activités : équitation, canot, camping, motoneige, ski de fond. On y trouve aussi de nombreuses érablières.